# Plaque incubatrice

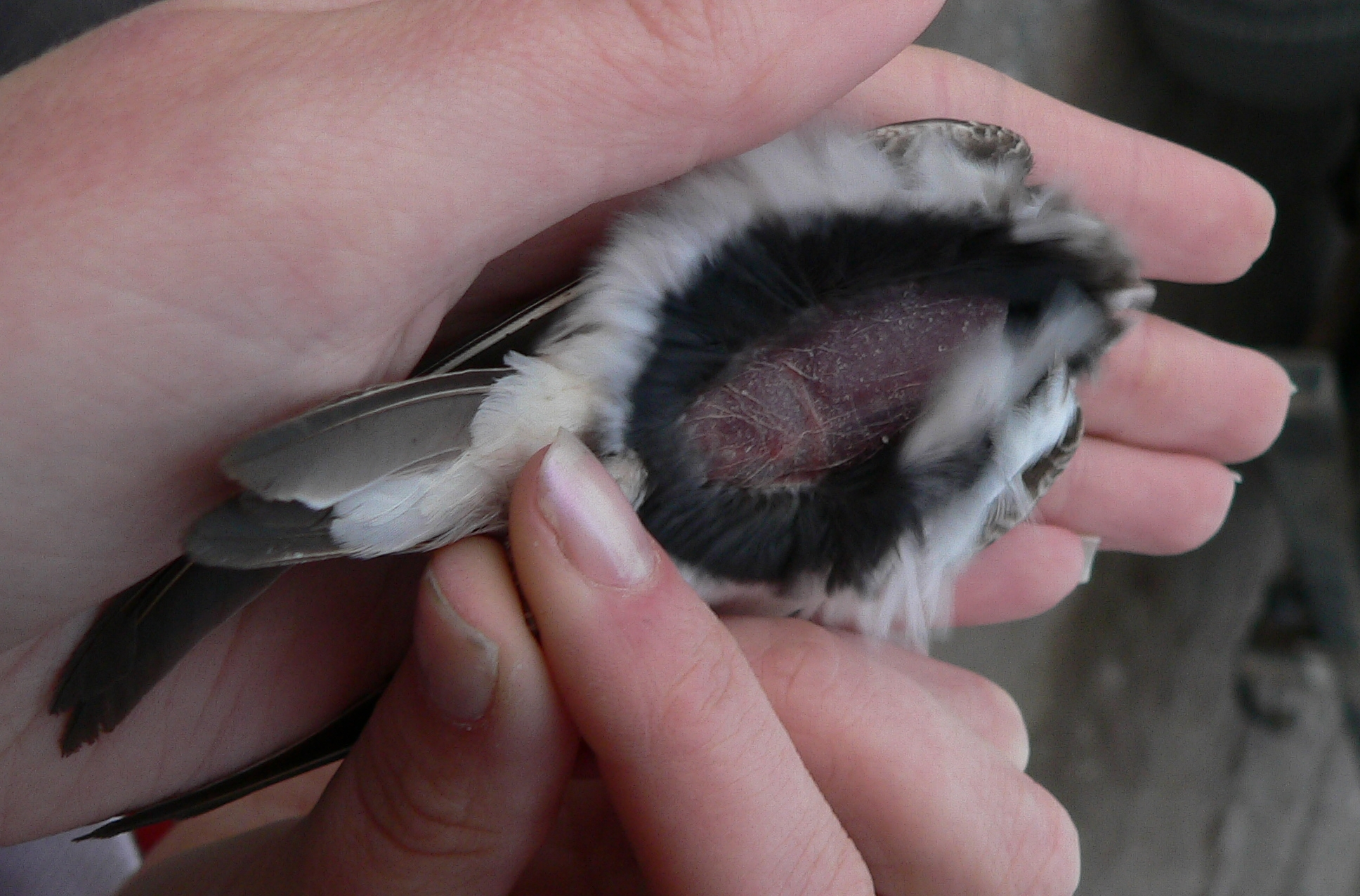
Plaque incubatrice d'une Hirondelle de rivage

La plaque incubatrice est une zone temporairement dénuée de plumes et de duvets sur la poitrine ou l'abdomen des oiseaux et qui a pour fonction de permettre une meilleure transmission de la chaleur lors de l'incubation.
Quelques jours avant la période d'incubation, l'adulte – ce peut être le mâle ou la femelle ou les deux – commence à perdre ses plumes, formant une plaque de peau nue. La peau enfle sous l'effet de l'accumulation d'eau et d'une vascularisation prononcée des tissus. Le processus est provoqué par l'œstrogène et la prolactine. Les artérioles sont pourvues d'une musculature bien développée qui permet le contrôle du flot sanguin. Afin de conserver la chaleur du corps, la plaque incubatrice est bien drainée de sang pendant les périodes d'incubation, mais ne l'est pas lorsque l'oiseau s'affaire à d'autres activités.
La plaque incubatrice peut être constituée d'une seule zone, comme chez les passereaux, ou de deux zones latérales, comme chez les goélands, les cailles et la plupart des limicoles. Elle disparaît après l'éclosion des œufs. Les canards et les oies contribuent activement au processus en se déplumant eux-mêmes la poitrine. Ils garnissent ensuite leur nid de ces plumes.
Certaines espèces ne développent pas de plaque incubatrice. Les espèces parasites, qui pondent leurs œufs dans le nid d'autres oiseaux et qui n'incubent jamais leurs propres œufs, n'en ont pas. Les guillemots laissent leurs œufs à la coquille très épaisse dans une anfractuosité. Pour éviter que l'œuf soit en contact avec le sol gelé, les manchots l'installent sur les pattes du couveur doté d'une sorte de poche incubatrice (repli de la peau de ventre qui recouvre l'œuf). Les espèces souvent tropicales (fous, pélicans, frégates, cormorans, phaethons) en sont également dépourvues. Elles recouvrent leurs œufs (à la coquille souvent plus épaisse que la moyenne afin de limiter les risques d'écrasement) avec la palmure de leurs pattes pendant l'incubation ou au contraire leur font de l'ombre pour les rafraîchir.